# Recensión
1. En Crítica textual se denomina recesión a la fase inicial para la realización de una edición crítica.
La recensión consiste en recopilar todos los materiales existentes de la tradición diplomática directa de un texto del que se va a realizar una edición crítica entre otras, para, posteriormente, jerarquizar y relacionar dichos materiales. Para ello deberán reunirse todos los manuscritos, impresos, fotocopias, fotografías, microfilmes, y, más recientemente, medios electrónicos del texto sobre el que se va a realizar la edición crítica.
La fase siguiente a la recensión es la collatio.
A veces, se denomina también recensio, en oposición al término emendatio, al conjunto de acciones previas a esta última: es decir, la recensión propiamente dicha, la collatio, la eliminatio codicum descriptorum, eliminar los códices que son copia de otro, y la clasificación de los materiales.
Tipos de recensión:
La recensión puede clasificarse en cerrada y abierta.
- Recensión cerrada:
Todos los impresos y manuscritos recopilados proceden de un único modelo, que puede ser un arquetipo, un apógrafo.
- Recensión abierta:
Los impresos y manuscritos recopilados pueden clasificarse en distintos grupos independientes.
2. En Crítica literaria, es decir en un sentido más amplio que el crítico-textual o ecdótico, se denomina "recensión" al comentario, análisis o exposición crítica de una obra literaria o científica. 
Se trata de un tipo de trabajo usualmente de extensión inferior a la del artículo científico. Es un género habitual en toda revista académica o científica, también en revistas culturales y literarias.  